# Об'єднана військова база Анакостіа-Боллінг
Об'єднана військова база Анакостіа-Боллінг (англ. Joint Base Anacostia–Bolling; (IATA: BOF, ICAO: KBOF)) — об'єднана міжвидова військова база Збройних сил США, що займає площу 905 акрів (366 га), розташовану на південному заході Вашингтона, округ Колумбія. Заснована 1 жовтня 2010 року відповідно до законодавства Конгресу щодо виконання рекомендацій Комісії з перегрупування та закриття баз 2005 року. Законодавство наказало консолідувати базу військово-морської підтримки Анакостіа і базу ПС Боллінг, які були суміжними, але окремими військовими об'єктами, в єдину спільну базу, одну з дванадцяти, утворених в країні на виконання вимого федерального закону. Серед іншого на базі знаходиться штаб-квартира Розвідувального управління Міністерства оборони США. Єдиним аеронавігаційним об'єктом на базі є вертолітний майданчик розміром 100 на 100 футів (30 на 30 м).
До 2020 року більше половини діяльності на базі Анакостія-Боллінг припало на ПС США. Тому було вирішено, що управління інсталяцією та підтримку на базі буде передано від ВМС США до ПС. Щоб полегшити зміни, 11 червня 2020 року 11-те крило було дезактивовано як головне крило на об'єднаній базі Ендрюс і знову активовано як 316-те крило. Після п'ятнадцяти років базування на авіабазі Ендрюс 11-те крило повернулося в Анакостія-Боллінг 12 червня 2020 року та було активовано як головне крило на базі. 24 червня 2020 року між ВМС і ПС було підписано меморандум про угоду, який офіційно оформив перехід, однак ПС офіційно не взяли контроль до 1 жовтня 2020 року.

## Галерея

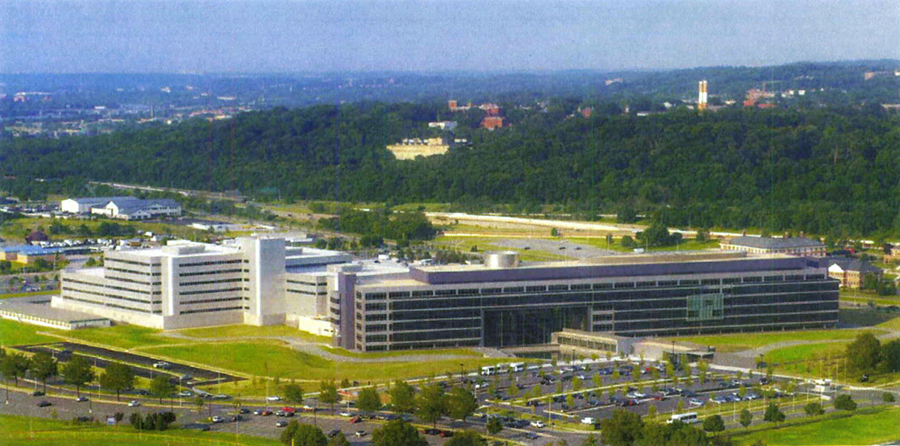
Вигляд на штаб-квартиру Розвідувального управління Міністерства оборони США. 2011
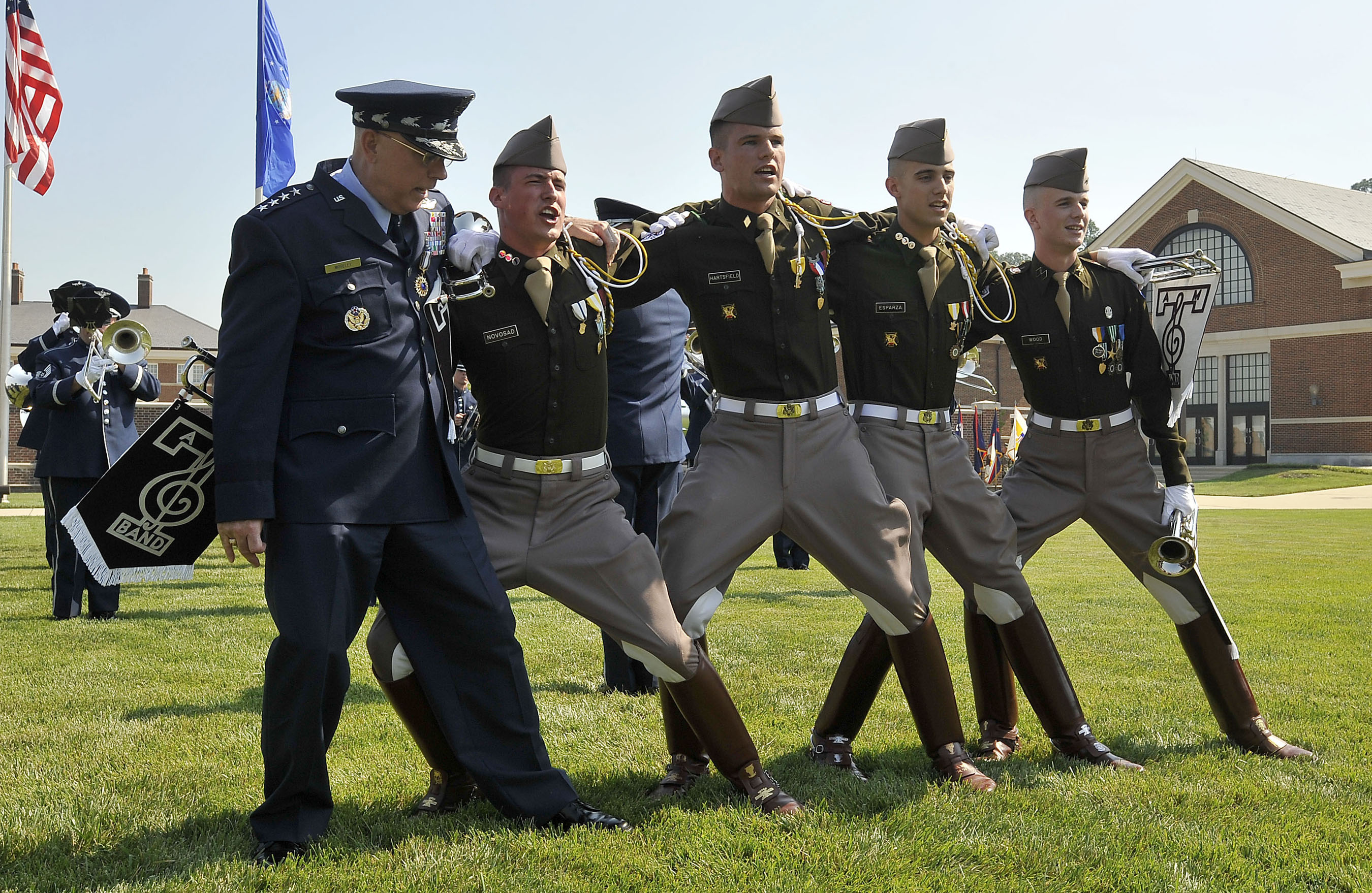
Начальник штабу Повітряних сил США генерал Майкл Мозлі з кадетами-випускниками Техаського університету A&M в урочистій церемонії випуску. 11 липня 2008
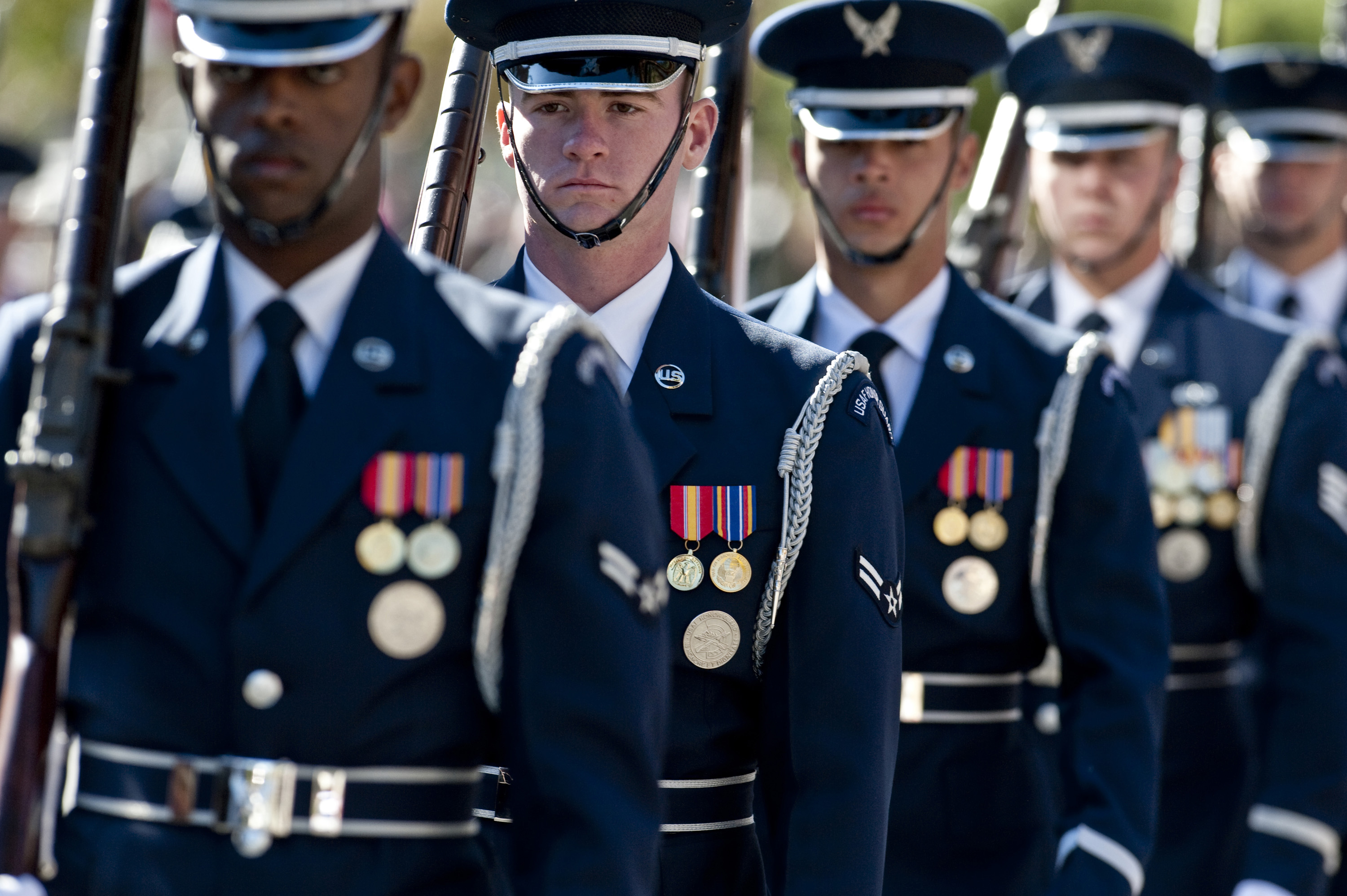
Почесна варта на авіабазі Боллінг. 11 листопада 2010
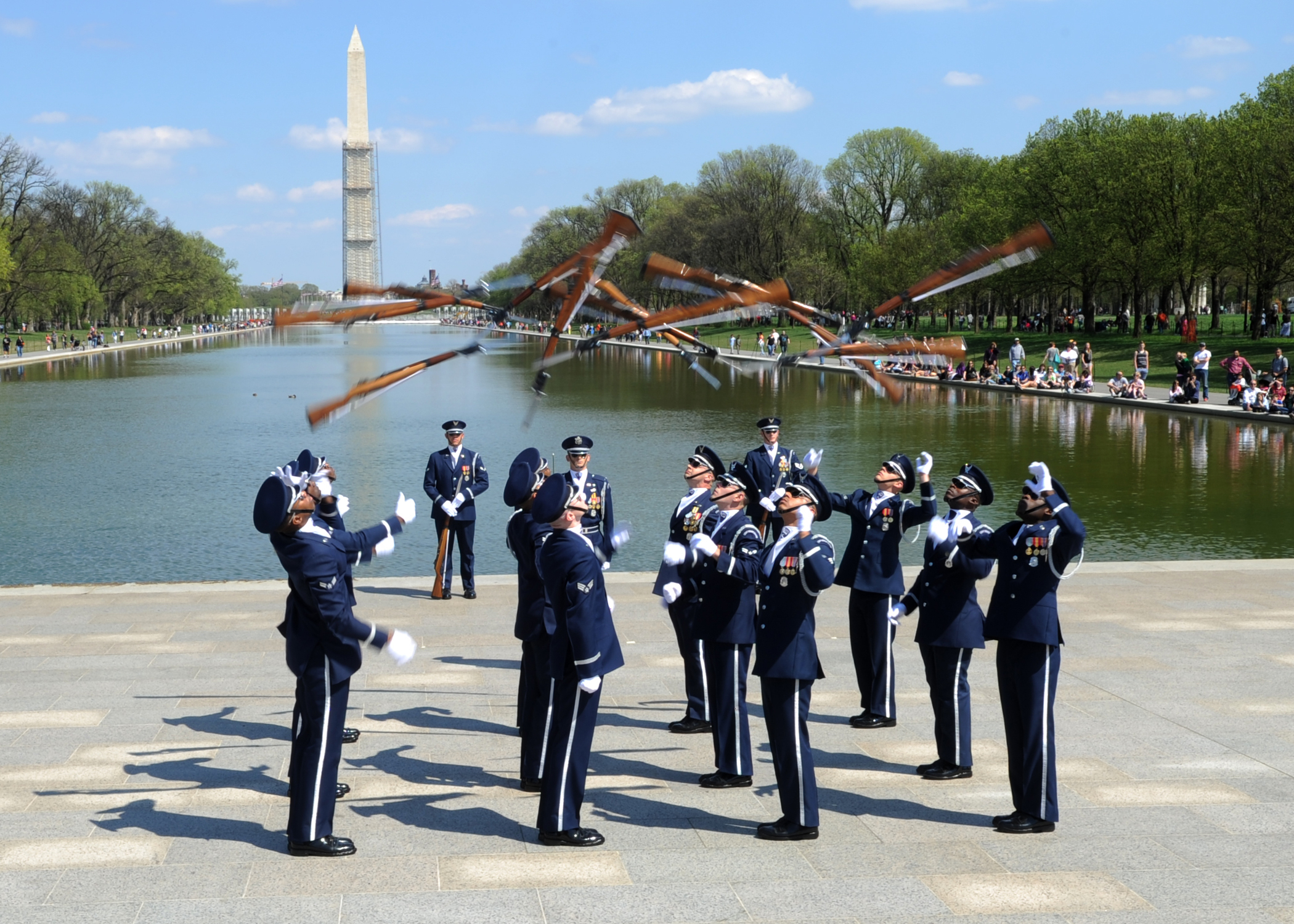
Почесна варта ПС США перед меморіалом Лінкольна у Вашингтоні. 13 квітня 2013
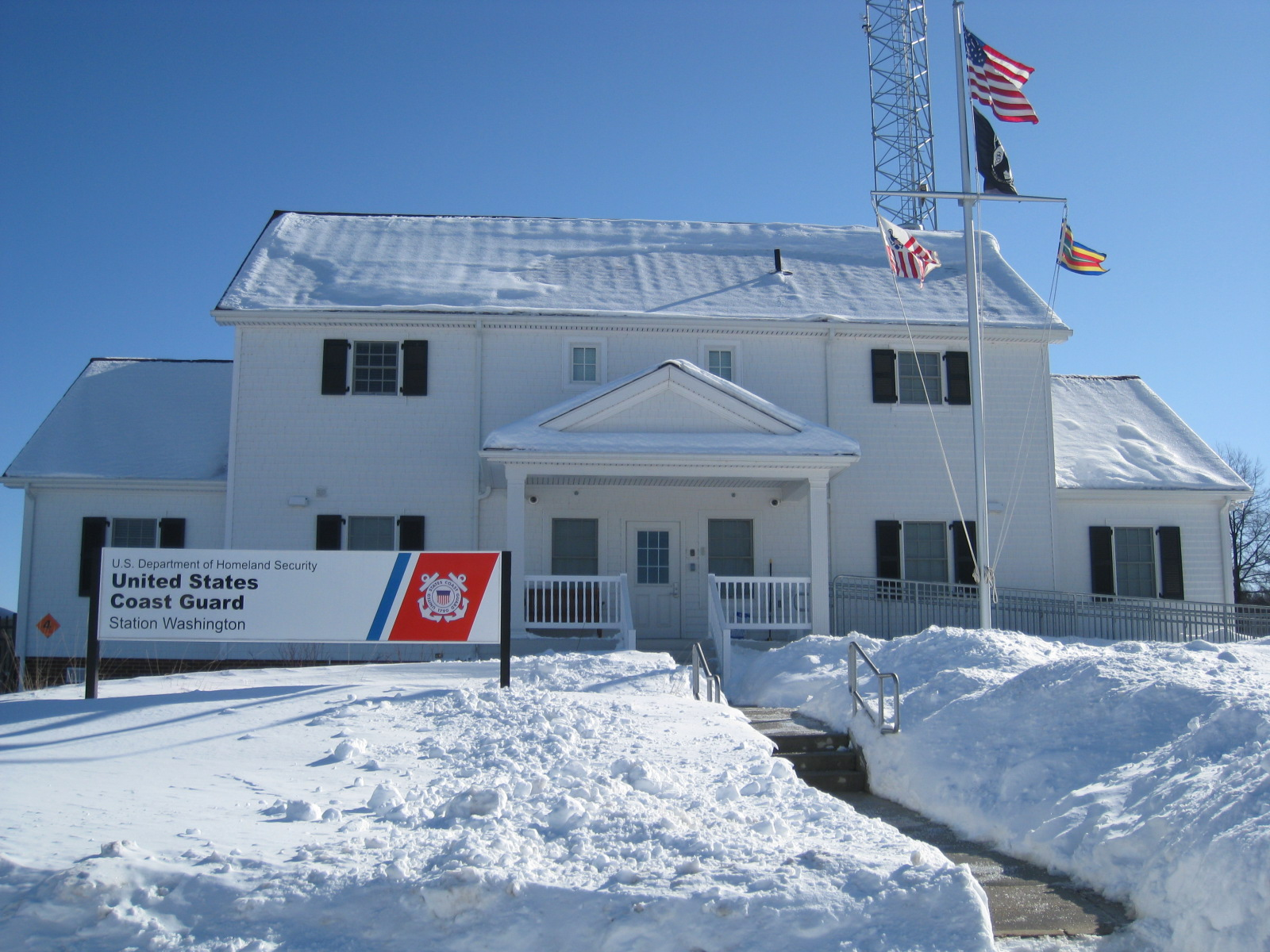
Станція берегової охорони Сполучених Штатів Вашингтон, будівля 91, об’єднана база Анакостія-Боллінг. 11 лютого 2010
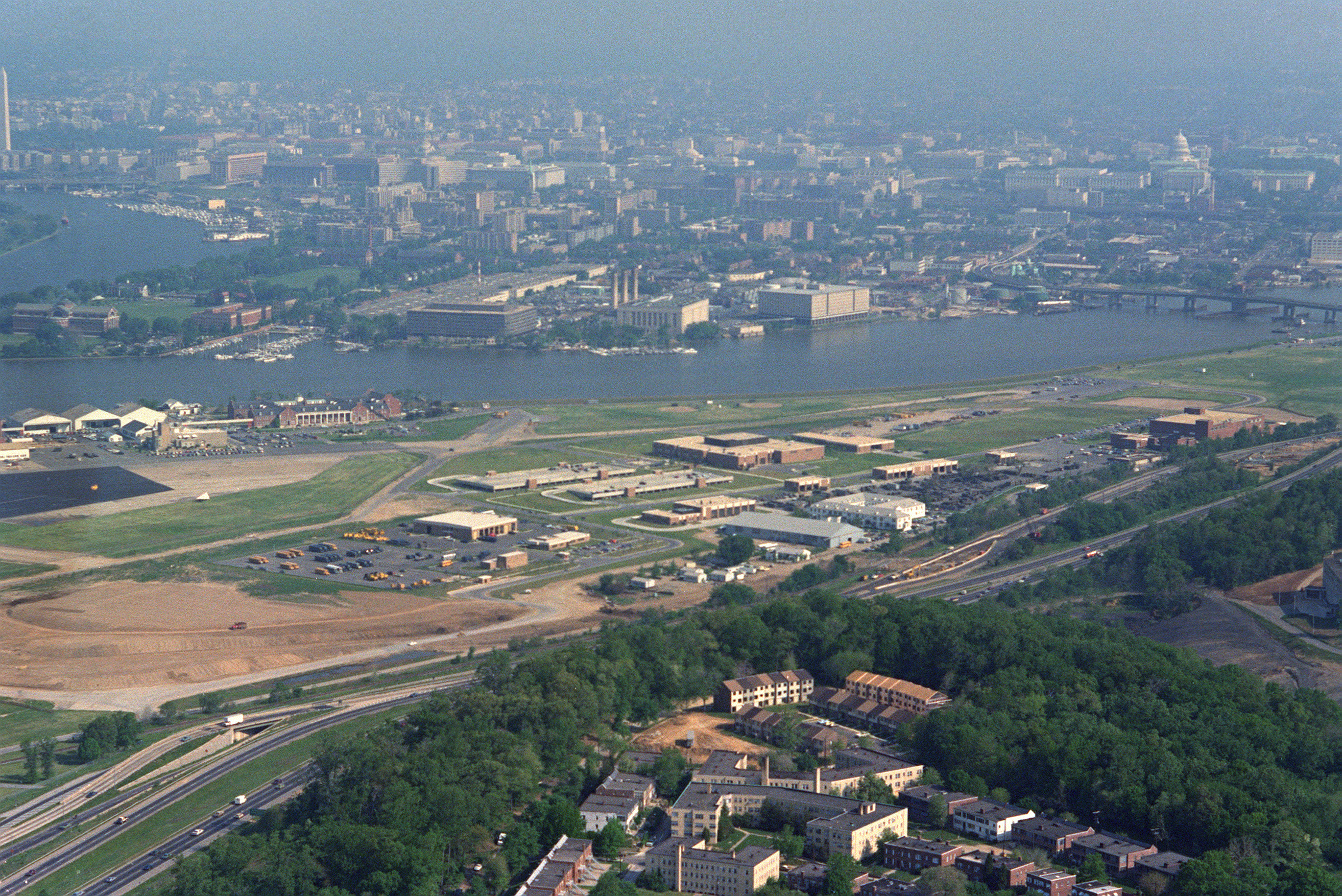
Вигляд на базу військово-морської підтримки Анакостіа
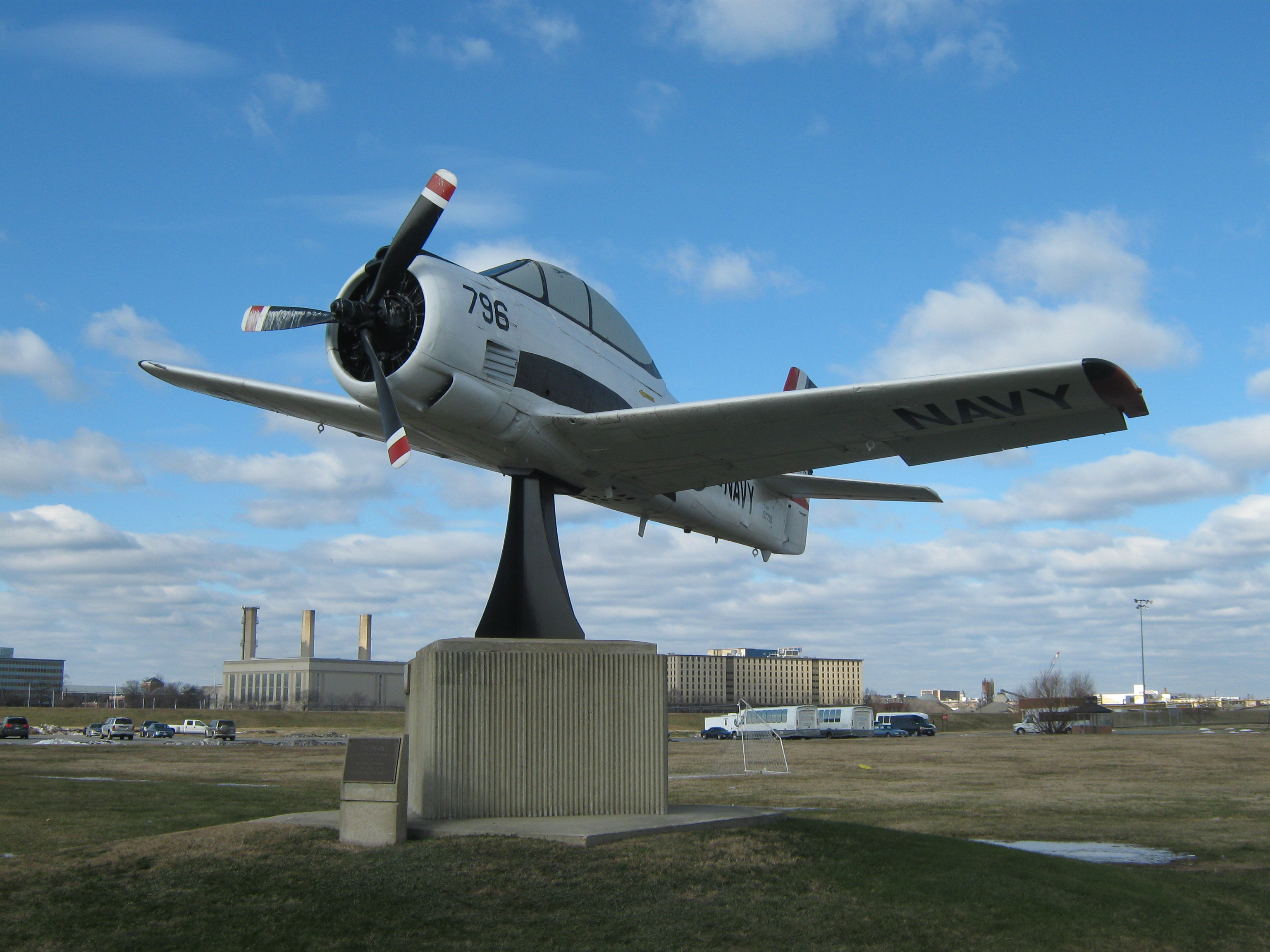
Меморіал літаку T-28 Trojan біля головних воріт військово-морського центру підтримки Анакостія. 5 січня 2010
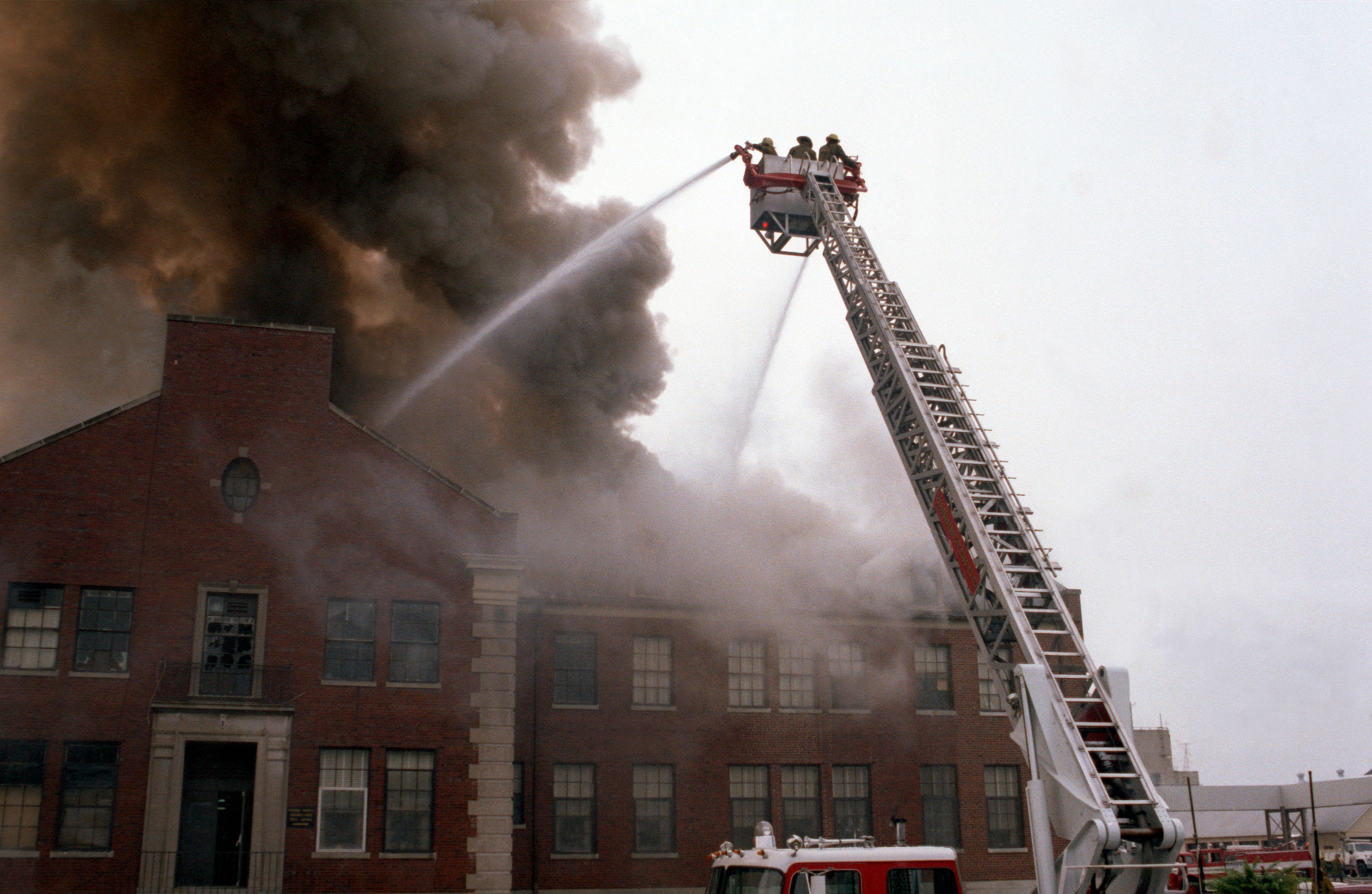
Робота пожежників під час пожежі на базі